# 로빈 라이블리
로빈 라이블리(Robyn Lively, 1972년 2월 7일 ~ )는 미국의 배우이다.

## 출연 작품

### 영화
- 베스트 오브 타임즈 (1986, The Best of Times)
- 꾸러기팀 (1986)
- 내 사랑 사이보그 (1987)
- 베스트 키드 3 (1989, The Karate Kid Part III)
- 내 사랑 사이보그 2 (1989)
- 틴 위치 (1989, Teen Witch)
- 크레이지 프럼 더 하트 (1991, Crazy from the Heart)
- 드림 걸 2 (1995, Dream a Little Dream 2)
- 산타 후 (2000, Santa Who?)
- Simon Says (2006)
- A Dance for Bethany (2007)
- 조니 카파할라 (2007, Johnny Kapahala: Back on Board)
- 머더.컴 (2008, Murder.Com)
- 아이 키스드 어 뱀파이어 (2010, I Kissed a Vampire)
- 레터스 투 갓 (2010, Letters to God)
- 브라더스 키퍼 (2011, Brother's Keeper)
- 캠퍼스 킬러 (2012, A Deadly Obsession)
- 위자 (2014)
- 체이싱 고스트 (2014, Chasing Ghosts
- Catch (2014) - 단편
- 스몰 타운 크라임 (2017, Small Town Crime)

### 텔레비전
- 내 이름은 펑키 (1984)
- 천재소년 두기 (1991-93)
- 시카고 메디컬 (1994-95)
- 세이빙 그레이스 (2007)
- 멘탈리스트 (2010)
- Gortimer Gibbon's Life on Normal Street (2015)
- 코브라 카이 (2022)